# Chu Ming
Chu Ming (sinh ngày 24 tháng 9 năm 1932) là một vận động viên người Hồng Kông. Anh đã thi đấu nội dung nhảy xa nam và nhảy ba bước nam tại Thế vận hội Mùa hè 1964.